# Elytrotetrantus leleupi
Elytrotetrantus leleupi is een keversoort uit de familie dwerghoutkevers (Cerylonidae). De wetenschappelijke naam van de soort werd in 1956 gepubliceerd door Hans John.